# Kuttawa
Kuttawa è un comune degli Stati Uniti d'America, situato nello Stato del Kentucky, nella contea di Lyon.